# Toru Yasutake
Toru Yasutake (安武 亨 Yasutake Tōru?,  nacido el 10 de diciembre de 1978 en Fukuoka) es un exfutbolista japonés. Jugaba de defensa y su último club fue el Sanfrecce Hiroshima de Japón.

## Trayectoria

### Clubes
| Club                | País  | Año         |
| ------------------- | ----- | ----------- |
| Sanfrecce Hiroshima | Japón | 1997 - 1998 |